# Semenówka (obwód iwanofrankiwski)
Semenówka (ukr. Семенівка) – wieś na Ukrainie, w  obwodzie iwanofrankiwskim, w rejonie horodeńskim.